# Slag om Shanghai
De Slag om Shanghai in 1937 was de eerste van tweeëntwintig belangrijke gevechten van de Tweede Chinees-Japanse Oorlog. Deze slag in en rond de stad Shanghai was een van de bloedigste van de hele oorlog.
De slag begon op 13 augustus 1937 met Japanse beschietingen en Chinese tegenaanvallen. Een dag later bombardeerde de Japanse luchtmacht de stad, met tienduizenden burgerdoden tot gevolg. Op 23 augustus begon de landing in golven van Japanse grondtroepen. Twee maanden verdedigde het Chinese leger hardnekkig de stad, hopend op een Westerse tussenkomst tegen Japan, omdat zowel Groot-Brittannië, Frankrijk als de Verenigde Staten traditioneel veel belangen in de Internationale Concessie van Shanghai. Vanaf 26 oktober begon echter de Chinese terugtrekking uit de stad. Het aantal doden wordt geschat op 200.000 aan Chinese kant en 70.000 aan Japanse zijde.
De slag om Shanghai maakte duidelijk dat het leger van Chiang Kai-shek niet opgewassen was tegen de Japanse aanvalsmachine. China moest terugtrekken naar het westelijke binnenland en het gezag van Chiang Kai-shek begon te tanen.

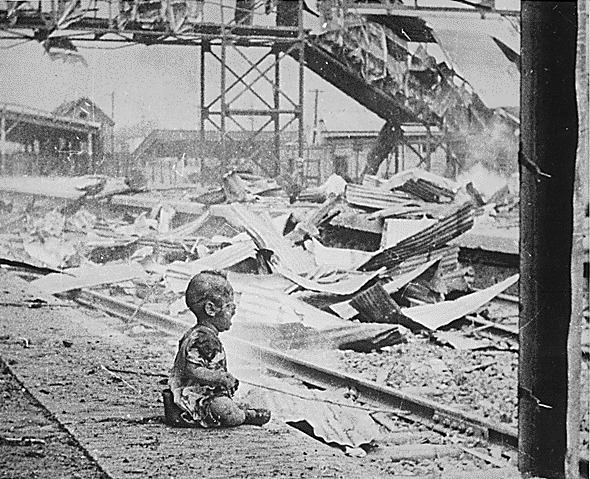
Klein kind op het gebombardeerde treinstation Shanghai-Zuid
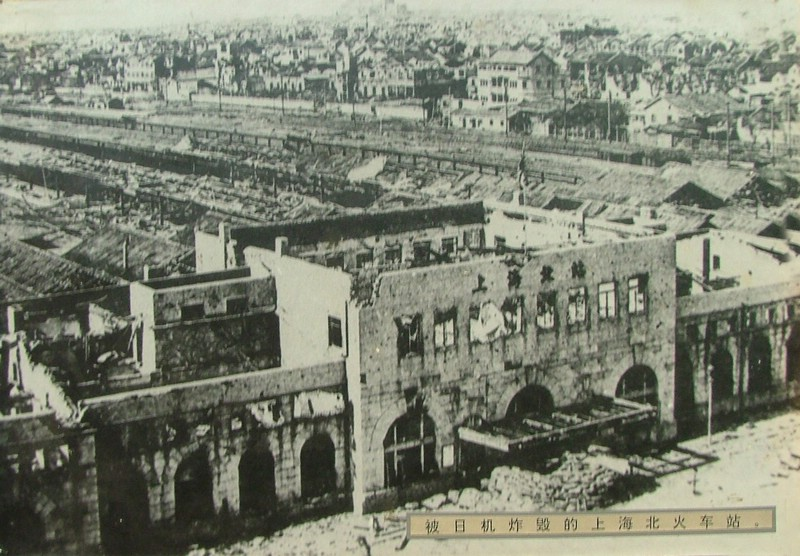
Deel van het door Japanners verwoeste Shanghai, waaronder het treinstation